# 義大利的伯納德
義大利的伯納德（法語：Bernard d'Italie，797年—818年4月17日），是公元810至818年间的伦巴底国王，意大利的丕平的私生子。由于其叔父，当时的法兰克王国国王虔诚者路易的帝国诏令（Ordinatio Imperii）使得他成为他堂兄洛泰尔一世的附庸，伯纳德发起了对路易的反抗。当他的计划被曝光后，路易将伯纳德致盲，并最终杀死了他。

## 生平
伯纳德于797年出生，是丕平·卡洛曼的私生子。丕平于810年死于围攻威尼斯时所受的感染。尽管他是私生子，他的祖父查理曼还是允许他继承了意大利王国。伯纳德迎娶了一位名叫古尼贡德（Cunigunde）的女人，但她的生平，以及他们的结婚年份鲜为人知，一些资料称她是拉昂人；他们的独子，韋爾芒杜瓦的丕平于817年出生。
817年，伯纳德的叔父虔诚者路易起草帝国诏令，规划了法兰克王国的未来，法兰克王国的大部分领土由路易的长子洛泰尔继承，伯纳德没有获得任何额外的领土，虽然他对于意大利王国的王权被承认，但他将成为洛泰尔的附庸。他的一些顾问，如埃吉迪奥伯爵（Eggideo）以及管家雷金哈德（Reginhard）都告诫他，认为这种安排威胁到了他的地位。其余同谋还包括雷金纳尔（Reginar），其祖父图林根人哈德拉德（Hardrad）曾反抗查理曼的统治。米兰主教安舍姆（Anshelm）以及奥尔良主教狄奥多尔夫（Theodulf）也被指控参与了叛乱，没有证据支持或反驳狄奥多尔夫参与与否，而对安舍姆的指控则更加模糊。
在此之前，伯纳德与叔父路易的关系趋向于合作，伯纳德最主要的抱怨在于他将成为洛泰尔的附庸。事实上，诏令条款没有改变他的实际地位，在这样的系统中他依旧可以安全地掌管意大利王国。即便如此，路易依旧收到了“部分真实”的报告称他的侄子试图在意大利建立“非法”的政权。
路易对伯纳德的阴谋很快做出反应，率军南下抵达了索恩河畔沙隆，伯纳德及其同伙吃了一惊，伯纳德来到索恩河畔试图进行谈判，但他及其他主谋被迫向路易投降。他们被带到亚琛，在此进行审判并被判处死刑。
路易“仁慈”地将他们的判刑减为为致盲，在不杀死伯纳德的情况下消除了他的威胁。致盲的过程极其痛苦（用炙热的短剑压在眼球上进行），使得伯纳德在致盲2天后就在极大的痛苦中死去。与此同时，路易让他的几个同父异母的兄弟，包括德罗戈（Drogo）、休（Hugh）和狄奥多里克（Theoderic）都被剪发并被监禁在修道院中，防止其余加洛林王朝的旁系血脉对王位造成威胁。他对其余参与阴谋的人同样残酷：狄奥多尔夫被监禁，随后很快死去；同谋被致盲，神职人员被废黜并被监禁，他们所有的土地及头衔都被收回。
一部名为可怜的拉昂女人的幻象（The Vision of the Poor woman of Laon）的文章控诉了路易对伯纳德的迫害。

## 遗产
伯纳德的意大利王国被重新纳入法兰克王国，随后被赐予了路易的长子洛泰尔。822年，路易在阿蒂尼做了一次公众忏悔，承认罪恶地杀害了自己的侄子，同时欢迎此前被自己迫害的兄弟回到自己身旁。这些行为可能来自他对伯纳德之死的内疚。一些历史学家认为他的行为使他对神职人员的权力控制更加开放，降低了他在法兰克贵族中的声誉和威望。然而另一些人指出伯纳德的阴谋对王国的稳定构成了的威胁，但路易对此作出的行动同样也是一种威胁，因此路易的悔罪行为是一种恰当的表态，来恢复和谐并重建他的权威。
伯納德的孫子赫伯特一世是偉大的于格的外祖父，因此伯納德也是卡佩王朝的祖先。